# Autostrada E20 (Dania)
Autostrada E20 biegnąca ze wschodu na zachód od granicy ze Szwecją do Esbjerg na zachodnim brzegu Danii.
Autostrada oznakowana jest jako E20.

## Odcinki międzynarodowe
Droga na całej długości jest częścią trasy europejskiej E20.